# Довиалис
Довиалис (лат. Dovyalis; от др.-греч. δόρυ — копьё) — род деревянистых растений семейства Ивовые (Salicaceae), распространённый от тропической и южной Африки до Шри-Ланки и Новой Гвинеи.

## Ботаническое описание
Вечнозелёные или листопадные деревья или кустарники, двудомные или редко многодомные, часто вооруженные колючками. Листья очерёдные или иногда муто́вчатые, черешковые.
Мужские цветки на ножке, в пучках по 2—10; чашечка 2—6-лопастная; венчик отсутствует; тычинок от 10 до многочисленных. Женские цветки на ножке, пазушные, одиночные или пучками по 2—3; чашечка глубоко 3—7-лопастная; венчик отсутствует. Плоды — ягоды, от округлых до продолговатых. Семена от эллиптических до широкоэллиптических; зародыш прямой; семядоли плоские, эллиптические; эндосперм присутствует. x=10.

## Виды
Род включает 19 видов:
- Dovyalis abyssinica (A.Rich.) Warb.
- Dovyalis caffra (Hook.f. & Harv.) Warb. — Довиалис кафрский, или Кафрские яблоки
- Dovyalis cameroonensis Cheek & Ngolan
- Dovyalis hebecarpa (Gardner) Warb. — Цейлонский крыжовник
- Dovyalis hispidula Wild
- Dovyalis keniensis E.V.Williams
- Dovyalis longispina (Harv.) Warb.
- Dovyalis lucida Sim
- Dovyalis macrocalyx (Oliv.) Warb.
- Dovyalis macrocarpa Bamps
- Dovyalis mollis (Oliv.) Warb.
- Dovyalis revoluta Thom
- Dovyalis rhamnoides (Burch. ex DC.) Burch. ex Harv. & Sond.
- Dovyalis rotundifolia (Thunb.) Harv.
- Dovyalis spinosissima Gilg
- Dovyalis verrucosa (Hochst.) Lign. & Bey
- Dovyalis xanthocarpa Bullock
- Dovyalis zenkeri Gilg
- Dovyalis zeyheri (Sond.) Warb.